# Dio Permana
Dio Permana (sinh ngày 7 tháng 6 năm 1995) là một cầu thủ bóng đá người Indonesia hiện tại thi đấu ở vị trí tiền vệ cho câu lạc bộ tại Liga 1 Persela Lamongan.

## Sự nghiệp

### Persema Malang
Dio gia nhập Persema Malang, được huấn luyện bởi Slave Radovski ở Indonesia Premier League. Lúc đó anh mới 17 tuổi. Persema cung cấp cho anh hợp đồng dài hạn với Dio, Persema cho anh thử việc tại SC Heerenveen.

## Sự nghiệp quốc tế
Năm 2012, Dio cầu thủ trẻ nhất của Indonesia U-22 ở Vòng loại giải vô địch bóng đá U-22 châu Á 2013  và năm 2013, anh cùng 3 cầu thủ khác được triệu tập vào U-19 Indonesia ở Vòng loại Giải vô địch bóng đá U-19 châu Á 2014. Và U-19 Indonesia giành quyền tham gia Giải vô địch bóng đá U-19 châu Á 2014 sau khi nhất Bảng G 